# Castell de Valldarques
El Castell de Valldarques, o Torre de la Vila, és un monument del municipi de Coll de Nargó (Alt Urgell) declarat bé cultural d'interès nacional.

## Descripció
Notable i sencera torre circular, amb restes d'un casal o residència al seu entorn.

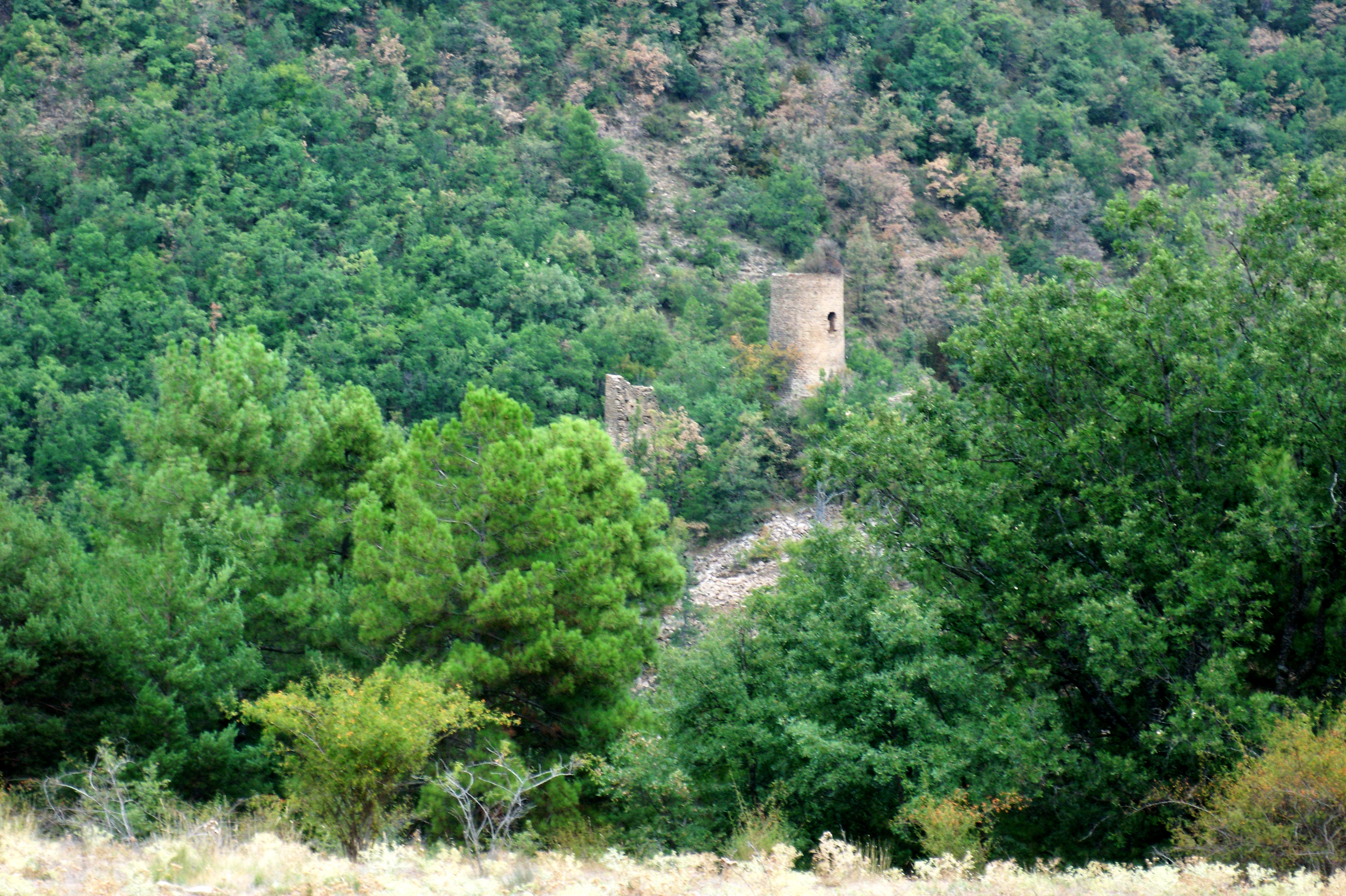
El castell, enmig del bosc del Sola, des de Remolins

Torre rodona voltada d'un recinte d'aparença més tardana, avui molt malmès. La torre és construïda amb aparell petit, característic del segle xi. A la torre hi ha una obertura elevada amb un arc de mig punt i els muntants avançats (al lloc de l'ampit hi ha un forat). A la part baixa hom hi ha obert un esvoranc.

## Història
Fortalesa. Lloc documentat el 966.
"Archas" el 839 i "Valle Arches" el 966. entenem molt probable que la força de Valldarques fos aixecada el segle xiii, quan el bisbe de la Seu d'Urgell voldria fitar assegurar els seus dominis, defensant-los de les eventuals envestides dels veïns incòmodes (ens referim, en especial, al comte de Foix, també vescomte de Castellbò). El fogatjament del 1358 indica que «La Vall d'Arques és del Bisbe» i compta amb 31 focs. Al segle xvii, "Remolins", pròxim, era del vescomtat de Castellbò, mentre que «La vall darques» era «de la mensa Episcopal de la Seu d'Urgell».